# 亚历山大·德·肖蒙
亚历山大·德·肖蒙（法語：Alexandre de Chaumont，1640年—1710年1月28日）是法国路易十四时期的一名外交官。他于1685年作为第一个法国大使被路易十四派往暹罗。:62他与弗朗索瓦-蒂莫莱翁·德·舒瓦西、耶稣会神父居伊·塔沙尔以及巴黎外方传教会神父贝尼涅·瓦谢同行。同时他顺路将1684年暹罗第一次访法使团的两位暹罗大使带回暹罗。
德·肖蒙试图说服那莱王皈依天主教，但失败了。同时，他签订了几个重要的贸易条约。他出版的回忆录中描述了17世纪时期暹罗的生活，而被后世铭记。